# Pseudione panopei
Pseudione panopei är en kräftdjursart som beskrevs av Arthur Sperry Pearse 1947. Pseudione panopei ingår i släktet Pseudione och familjen Bopyridae. Inga underarter finns listade i Catalogue of Life.